# Trzcianne
Trzcianne is een plaats in het Poolse district  Moniecki, woiwodschap Podlachië. De plaats maakt deel uit van de gemeente Trzcianne en telt 610 inwoners.